# Ö3
Ö3 (auch Hitradio Ö3) ist das dritte Hörfunkprogramm des Österreichischen Rundfunks (ORF) und dessen bundesweit ausgestrahlter Popsender. Seit dem 1. September 2023 ist Michael Pauser der Programmchef des Hörfunksenders.

## Allgemein
Das Hitradio Ö3 ist eines der drei bundesweit ausgestrahlten Radioprogramme des ORF und das Radio mit der größten Reichweite in Österreich. In Südtirol wird Ö3 von der Rundfunk-Anstalt Südtirol im Übertragungsstandard DAB+ ausgestrahlt.
Unter dem Motto „Eure Musik, Euer Hitradio“ finden Pop- und Rockhits von den 1980er-Jahren bis heute Platz in der Playlist des Radiosenders. Das Radio ist dem Hörfunkformat Hot AC zuzurechnen.

## Geschichte
Vorgänger von Ö3 war Radio Österreich, das am 6. September 1953 von der „Öffentlichen Verwaltung für das österreichische Rundspruchwesen“ versuchsweise über die UKW-Sender Wien-Kahlenberg und Klagenfurt-St. Peter gestartet wurde. Daraus ging bald das dritte Programm des Österreichischen Rundfunks hervor. Ein eigenes Programm wurde nur in den Abendstunden gesendet. 1962 wurde dieses Versuchsprogramm eingestellt.
Als sogenanntes Strukturprogramm entstand Ö3 im Oktober 1967 nach Inkrafttreten des neuen Rundfunkgesetzes. Dieses war 1964 von der österreichischen Bevölkerung mit einem Volksbegehren gegen den Proporzfunk durchgesetzt worden. ORF-Generalintendant Gerd Bacher holte Ernst Grissemann nach Wien und vertraute ihm den Aufbau des Unterhaltungsradios im reformierten ORF an. Als Berater fungierte Frank Elstner.
Ursprünglich war Hermann Egger, der Leiter der Unterhaltungsabteilung im ORF-Landesstudio Tirol, Ö3-Chef; doch er kehrte nach wenigen Wochen in seine alte Funktion zurück. Die erste Sendung von Ö3 ging am 1. Oktober 1967 über den Äther. Im Team der ersten Stunde waren Dieter Dorner, Walter Richard Langer (Vokal Instrumental International), Reinhard Mildner, Alfred Komarek (Melodie exklusiv, Texte mit Ernst Grissemann), André Heller (Die Musicbox) und Rudi Klausnitzer (Ö3-Wecker). Mit dem „Schnulzenerlass“ von Gerd Bacher im Jahre 1968 reduzierte sich die Quote deutschsprachiger Musik auf Ö3 zugunsten der Musik angelsächsischen Ursprungs.
1977 startete Ö3 sein 24-stündiges „Rund-um-die-Uhr“-Programm. 1984 wurden aufgrund der technischen Weiterentwicklungen alle der damals 250.000 Musiktitel digital abgespeichert.
Ö3-Formate, die sich ausschließlich der österreichischen Popmusik (Austropop) widmeten, waren das Rot-Weiß-Rote Radio von 1982 bis 1985 und die Austroparade von 1985 bis 1990. Das Rot-Weiß-Rote Radio wurde im Jahre 1992 erneut eingeführt.
In Vorbereitung auf die Liberalisierung des Rundfunkmarktes des Jahres 1998 wurde Ö3 im Jahre 1996 in ein reines Formatradio umgewandelt, dabei fand das Rot-Weiß-Rote Radio keine Berechtigung mehr, darüber hinaus wurden weitere Kultursendungen und alternative Programme größtenteils an Ö1 oder FM4 abgegeben.
Die im Dezember 2009 von den öffentlich-rechtlichen ORF-Radiosendern propagierte Radioquote auf Basis einer Selbstregulierung, einen 30-prozentigen Anteil an österreichischer Musik zu spielen, wurde bis dato weder von Ö3 noch den übrigen Sendern in die Tat umgesetzt (Stand Juni 2016).

### Ö3-Programmleiter seit 1967
- 1967: Hermann Egger
- 1967: Ernst Grissemann
- 1979: Rudi Klausnitzer
- 1987: Dieter Dorner
- 1991: Edgar Böhm
- 1996: Bogdan Roščić
- 2002: Georg Spatt
- seit 2023: Michael Pauser

## Sendestudio

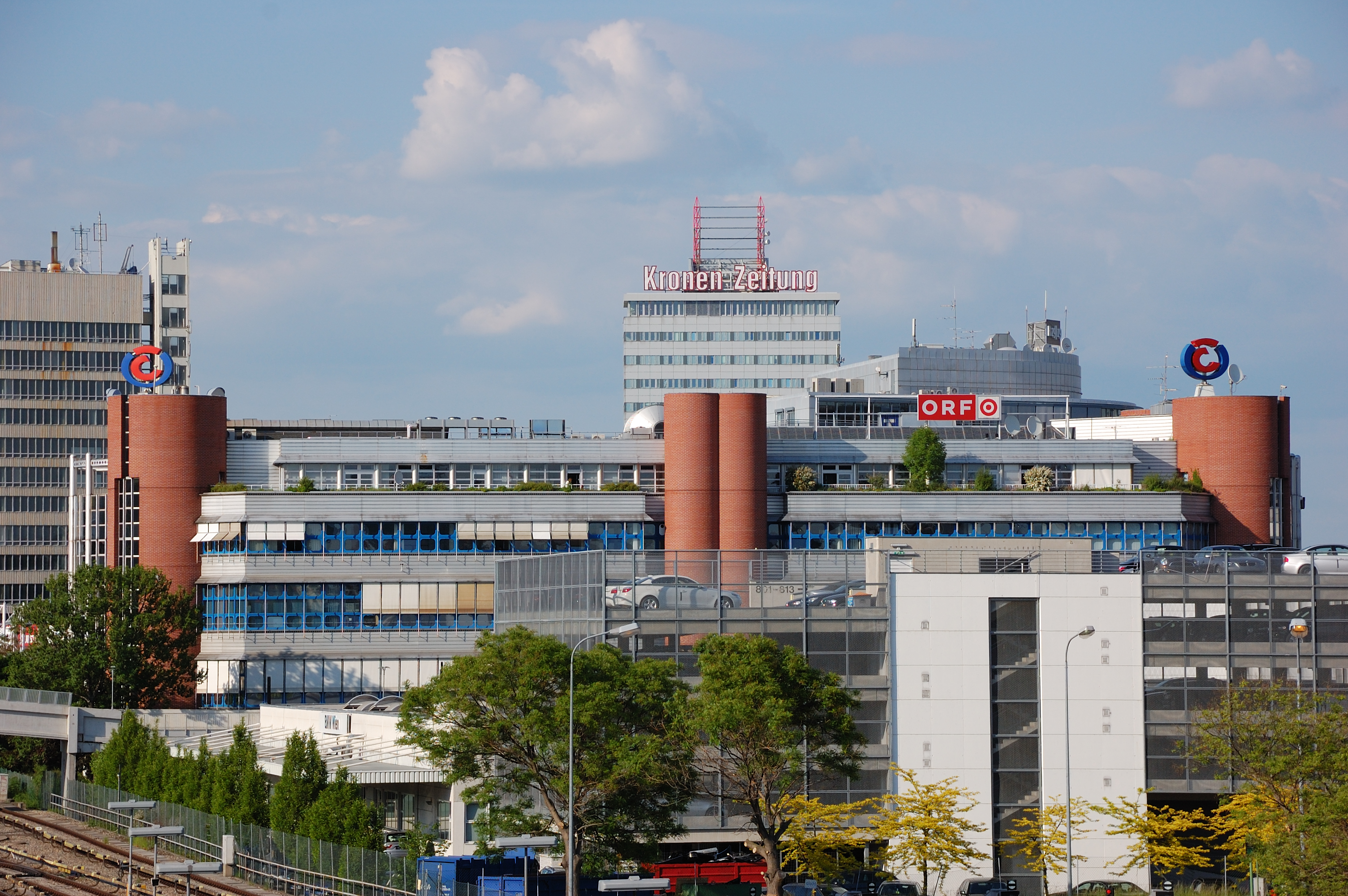
Ö3-Zentrum in Wien-Heiligenstadt

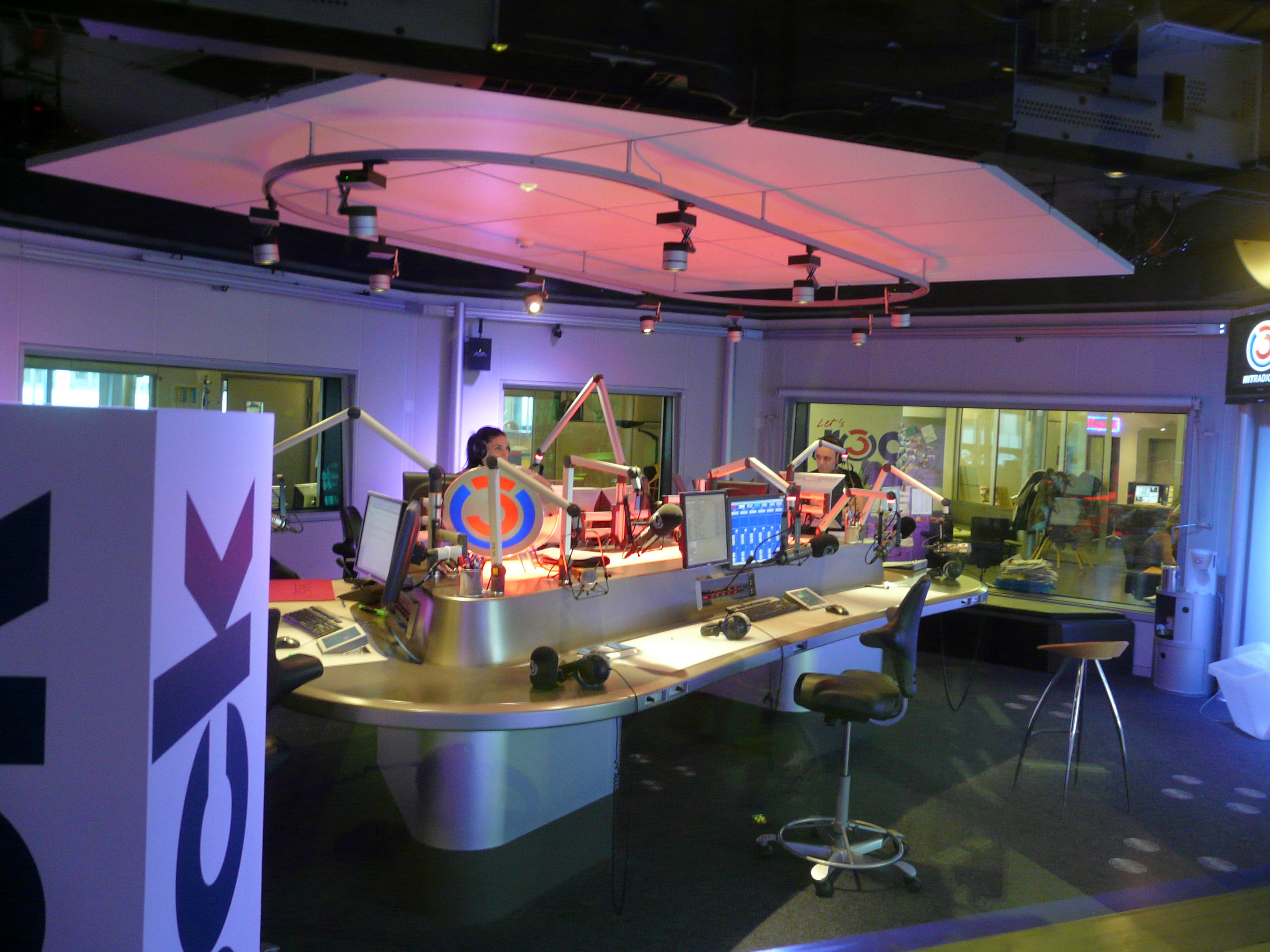
Ehemaliges Ö3-Sendestudio in Wien-Heiligenstadt

Das Hitradio Ö3 hat seinen Sitz in der Bundeshauptstadt Wien. 1997 übersiedelten Redaktion und Sendestudio im Zuge der Programmumstellung und der aufkommenden Digitalisierung des Produktionsprozesses aus dem ORF-Funkhaus in der Wiener Argentinierstraße in zwei Großraumbüro-Etagen in Heiligenstadt. Diese bieten mehr als 100 Mitarbeitern Platz. Durch die räumliche Anordnung der redaktionellen Arbeitsplätze soll ein maximales Miteinander bei der Arbeit erreicht werden. Den Mittelpunkt der oberen Etage stellte das geräumige digitale Sendestudio dar. Es war zur damaligen Zeit eines der modernsten in ganz Europa (unter anderem wurden Musik und Werbung ab diesem Zeitpunkt nicht mehr von CDs gespielt, sondern von Festplatte). Die Ausstattung der damaligen Studios wurde von denselben Studiobauern betreut, welche auch den Umzug von Antenne Bayern im Jahr 1998 von Unterföhring nach Ismaning betreut hatten (u. a. Überschall GmbH). Am 13. November 2022 ist Ö3 in den neuen Mediencampus im ORF-Zentrum am Küniglberg gezogen. Dies als Teil des Projekts des Zusammenschlusses aller ORF Radiosender mit Standort in Wien, außer Radio Wien, welches in den Jahren 2014 bis 2017 beschlossen wurde. Die letzte Sendung aus den alten Studios in Wien-Heiligenstadt war die Ö3-Wecker-Weekend-Show mit Sandra König und Sigi Fink. Am 13. November 2022 erfolgte um 19:00 Uhr die finale Übergabe in das neue Studio auf dem Wiener Küniglberg.

## Internetauftritt
Auf der Website des Radiosenders wird den Zuhörern eine Informationsplattform geboten. Aktuelle Meldungen, Informationen zum Sender, Charts usw. können hier abgerufen werden. Außerdem kann man über eine Webkamera einen Blick in das Sendestudio des Radiosenders werfen, per Livestream das aktuelle Radioprogramm mithören sowie im Ö3-Hitservice sämtliche Musiktitel, die die letzten 30 Tage gespielt wurden, zurückverfolgen. Seit November 2019 gibt es den „7-Tages-Player“, in dem die Hörer das Radioprogramm der letzten sieben Tage nachhören können.

### Ö3-Podcasts
Einen erweiterten Service stellen die verfügbaren Ö3-Podcasts auf der Website dar. Mit einem Gratis-Abonnement können Programmpunkte wie die Wecker-Comedy, Movie-Minute, das Nachrichtenjournal (bis September 2019) oder die Interviews aus den Sendungen Treffpunkt Podcast, Treffpunkt Liebe usw., Treffpunkt Sternstunden, Knoll packt an, Frag das ganze Land, Ö3-Frühstück bei mir und Walek wandert heruntergeladen werden.

## Informative Sendungen auf Ö3

### Ö3-Nachrichten
Die Ö3-Nachrichten – mit anschließender Wetterprognose und dem Verkehrsservice – berichten zu jeder vollen Stunde über aktuelle Tagesthemen. Unter der Woche gibt es auch von 4:30 bis 8:30 Uhr, an Wochenenden und Feiertagen von 6:30 bis 8:30 Uhr Nachrichten zur halben Stunde. Die Sendungen werden von der 24 stündlich-arbeitenden internen Nachrichtenredaktion präsentiert.

### Ö3-Wetter
Nach den Ö3-Nachrichten folgt die Wetterprognose für den aktuellen Tag und die Vorschau für die kommenden Tage aus der Wetterredaktion des Senders. Zum Teil werden auch während der Sendungen zusätzliche Moderationen zur Wetterprognose durchgeführt.
Seit Jänner 2025 steht die Wetterprognose um kurz nach Punkt unter dem Motto "Ö3 30 Sekunden Wetter".
Die Ö3-Meteorologen sind:
- Nicola Biermair
- Sigi Fink
- Simon Köhldorfer
- Kathrin Ladstätter
- Michael Mattern
- Daniel Schlager
- Daniel Schrott
- Carmen Schüssling
- Daniel Zeinlinger

### Ö3-Verkehrsservice
Das Ö3-Verkehrsservice berichtet zu jeder vollen und halben Stunde über die aktuelle Situation auf den österreichischen Straßen. Außerdem kann das laufende Programm jederzeit vom Ö3-Verkehrsservice unterbrochen werden (beispielsweise für eine Falschfahrer-Meldung). Dazu kooperiert der Sender mit der ASFINAG. Um eine optimale Abdeckung des gesamten österreichischen Straßennetzes zu gewährleisten, hat der Sender die Ö3ver/innen ins Leben gerufen. Die Verkehrsmeldungen werden von 4:30 (Wochenende und feiertags 6:00) bis spätestens 23:00 Uhr von den Verkehrsredakteuren selbst verlesen, außerhalb dieser Zeitspanne übernehmen dies die Moderatoren.
Die Ö3-Verkehrsredakteure:
- Aline Bayer
- Heidrun Braun
- Klaus Gesselbauer
- Gabi Hiller (Ö3-Wecker)
- Michael Matzke
- Kerstin Obermaier
- Cindy Podloucky
- Thomas Ruthner (Leiter der Ö3-Verkehrsredaktion)
- Sharon Talissa (Ö3-Wecker)
- Sabine Tassold
- Bernhard Walther

Seit dem Jahr 2000 werden jährlich die Ö3-Verkehrsawards an Personen oder Organisationen vergeben, die den Verkehrsfunk durch ihre Meldungen aktiv unterstützen. Die Auszeichnungen werden in sechs Kategorien verliehen:
- Ö3ver/in des Jahres
- Polizei
- Feuerwehr
- Rettung
- Straßenmeisterei
- Öffentlicher Verkehr (seit 2010)

## Aktuelle Sendungen (Auswahl)

### Montag bis Freitag
| Uhrzeit       | Montag                                                          | Dienstag                                                        | Mittwoch                                                        | Donnerstag                                                      | Freitag                                     |
| ------------- | --------------------------------------------------------------- | --------------------------------------------------------------- | --------------------------------------------------------------- | --------------------------------------------------------------- | ------------------------------------------- |
| 00:00 – 01:00 | Ö3-Hitnacht                                                     | Frag das ganze Land – Der Ö3-Nighttalk                          | Frag das ganze Land – Der Ö3-Nighttalk                          | Frag das ganze Land – Der Ö3-Nighttalk                          | Frag das ganze Land – Der Ö3-Nighttalk      |
| 01:00 – 03:00 | Ö3-Hitnacht                                                     | Ö3-Hitnacht                                                     | Ö3-Hitnacht                                                     | Ö3-Hitnacht                                                     | Ö3-Hitnacht                                 |
| 03:00 – 04:00 | Ö3-Playlist Superhits                                           | Ö3-Playlist 2000er                                              | Ö3-Playlist 90er                                                | Ö3-Playlist Rock                                                | Ö3-Playlist Best of Austria                 |
| 04:00 – 05:00 | Ö3-Wecker Frühstart                                             | Ö3-Wecker Frühstart                                             | Ö3-Wecker Frühstart                                             | Ö3-Wecker Frühstart                                             | Ö3-Wecker Frühstart                         |
| 05:00 – 09:00 | Ö3-Wecker                                                       | Ö3-Wecker                                                       | Ö3-Wecker                                                       | Ö3-Wecker                                                       | Ö3-Wecker                                   |
| 09:00 – 12:00 | Ö3 – Eure Musik, euer Hitradio am Vormittag                     | Ö3 – Eure Musik, euer Hitradio am Vormittag                     | Ö3 – Eure Musik, euer Hitradio am Vormittag                     | Ö3 – Eure Musik, euer Hitradio am Vormittag                     | Ö3 – Eure Musik, euer Hitradio am Vormittag |
| 12:00 – 13:00 | Der Song deines Lebens – 60 Minuten Lieblingshits               | Der Song deines Lebens – 60 Minuten Lieblingshits               | Der Song deines Lebens – 60 Minuten Lieblingshits               | Der Song deines Lebens – 60 Minuten Lieblingshits               | Der Countdown ins Wochenende                |
| 13:00 – 15:00 | Sheydas Hitstorm / Ö3 – Eure Musik, euer Hitradio am Nachmittag | Sheydas Hitstorm / Ö3 – Eure Musik, euer Hitradio am Nachmittag | Sheydas Hitstorm / Ö3 – Eure Musik, euer Hitradio am Nachmittag | Sheydas Hitstorm / Ö3 – Eure Musik, euer Hitradio am Nachmittag | Der Countdown ins Wochenende                |
| 15:00 – 18:00 | Knoll packt an                                                  | Hallo Andi / Die Hansa Show auf Ö3                              | Hallo Andi / Die Hansa Show auf Ö3                              | Hallo Andi / Die Hansa Show auf Ö3                              | Der Countdown ins Wochenende                |
| 18:00 – 19:00 | Ö3 – Eure Musik, euer Hitradio am Abend                         | Ö3 – Eure Musik, euer Hitradio am Abend                         | Ö3 – Eure Musik, euer Hitradio am Abend                         | Ö3 – Eure Musik, euer Hitradio am Abend                         | Der Countdown ins Wochenende                |
| 19:00 – 21:00 | Ö3 – Eure Musik, euer Hitradio am Abend                         | Ö3 – Eure Musik, euer Hitradio am Abend                         | Ö3 – Eure Musik, euer Hitradio am Abend                         | Ö3 – Eure Musik, euer Hitradio am Abend                         | ö3x                                         |
| 21:00 – 22:00 | Ö3-Heimatsound                                                  | Ö3-Heimatsound                                                  | Ö3-Heimatsound                                                  | Ö3-Heimatsound                                                  | ö3x                                         |
| 22:00 – 00:00 | Ö3 – Eure Musik, euer Hitradio                                  | Ö3-Austria Top 40                                               | Ö3 – Eure Musik, euer Hitradio                                  | Hawi D'Ehre – der Podcast auf Ö3                                | ö3x                                         |

#### Ö3-Wecker
Der Ö3-Wecker ist eine Morningshow, die von 5:00 bis 9:00 Uhr ausgestrahlt wird. Mit ca. zwei Millionen Zuhörern hat die Sendung bei Ö3 die höchste Einschaltquote des Tages. Die derzeitigen Moderatoren der Sendung sind Robert Kratky und Philipp Hansa, ihnen stehen Sigi Fink, Daniel Schrott und Carmen Schüssling (Meteorologen) sowie Gabi Hiller, Cindy Podloucky, Daniela Schmidt und Sharon Talissa (Verkehrsredakteurinnen) zur Seite. Im Februar 2015 wurde Philipp Hansa der bislang jüngste Moderator dieser Sendung als Nachfolger von Andi Knoll.

#### Der Song deines Lebens – 60 Minuten Lieblingshits
Von Montag bis Donnerstag wird zwischen 12:00 und 13:00 Uhr die Sendung Der Song deines Lebens – 60 Minuten Lieblingshits mit Sheyda Kharrazi gesendet. Während dieser Zeit erfüllt Ö3 die Musikwünsche der Hörer. Überwiegend werden dabei die Anrufe berücksichtigt.

#### Sheydas Hitstorm
Ab 13:00 Uhr übernimmt Sheyda Kharrazi die Sendung Sheydas Hitstorm. „Der Hitkick am Nachmittag“ steht für viel aktuelle Musik und die großen Songs aus den letzten 30 Jahren. Ebenso seien, so Kharrazi, (schlechte) Wortspiele ein Markenzeichen jener Sendung.

#### Ö3 – Eure Musik, euer Hitradio am Abend
Ö3 – Eure Musik, euer Hitradio am Abend wird von Montag bis Donnerstag zwischen 18:00 und 21:00 Uhr ausgestrahlt und überwiegend von Philipp Bergsmann, Susi Zuschmann oder Martin Ziniel moderiert. An Feiertagen beginnt die Sendung erst um 19:00 Uhr.
Bis Februar 2022 wurden die Songs von früher, die sogenannten „Ö3 Greatest Hits“, in dieser Sendung in etwa zu gleichem Anteil wie die großen Songs der vergangenen zehn Jahre berücksichtigt.
Bis 18. Jänner 2025 wurde diese Sendung unter dem Namen Ö3-Hauptabendshow ausgestrahlt.

#### Ö3-Heimatsound
Seit August 2021 sendet Ö3 von Montag bis Donnerstag von 21:00 bis 22:00 Uhr eine Stunde lang Musik auf Deutsch aus Österreich – von Klassikern des Austropops bis zu neuen Songs im Ö3-Heimatsound. Moderiert wird die Sendung durch den Moderator oder die Moderatorin der zuvor gesendeten Sendung Ö3 – Eure Musik, euer Hitradio am Abend.
Bis Juni 2024 trug die Sendung den Namen Ö3-Hoamatsound mit Schwerpunkt auf Songs im Dialekt.

#### Ö3-Austria Top 40
Österreichs offizielle Single-Charts von Platz 40 bis zur Nummer 1 werden jeden Dienstag von 22:00 bis 24:00 Uhr präsentiert. Die Ö3 Austria Top 40 werden von Jana Petrik oder Martin Ziniel moderiert. Bis September 2019 wurde die Sendung am Freitag von 19:00 bis 22:00 Uhr und daraufhin bis Februar 2021 am Sonntag zwischen 16:00 und 19:00 Uhr ausgestrahlt.

#### Der Countdown ins Wochenende
Am Freitag spielt Ö3 in der Sendung Der Countdown ins Wochenende von 12:00 bis 19:00 Uhr überwiegend Songs, die zu den 100 von den Ö3-Hörern in der vergangenen Woche am öftesten gewünschten Songs zählen. Moderiert wird die Sendung von jeweils zwei der folgenden Moderatoren: Philipp Bergsmann, Philipp Hansa, Gabi Hiller, Christina Pausch, Jana Petrik, Martin Ziniel bzw. Susi Zuschmann.

### Wochenende
| Uhrzeit       | Samstag                                      | Sonntag                                      |
| ------------- | -------------------------------------------- | -------------------------------------------- |
| 00:00 – 01:00 | ö3x                                          | ö3x                                          |
| 01:00 – 03:00 | Ö3-Hitnacht                                  | Ö3-Hitnacht                                  |
| 03:00 – 04:00 | Ö3-Playlist 80er                             | Ö3-Playlist Rock                             |
| 04:00 – 06:00 | Ö3-Hitnacht                                  | Ö3-Hitnacht                                  |
| 06:00 – 09:00 | Ö3-Wecker Weekend Edition                    | Ö3-Wecker Weekend Edition                    |
| 09:00 – 11:00 | Ö3-Wecker Weekend Edition                    | Frühstück bei mir / Walek wandert            |
| 11:00 – 16:00 | Ö3 – Eure Musik, euer Hitradio am Wochenende | Ö3 – Eure Musik, euer Hitradio am Wochenende |
| 16:00 – 19:00 | Frag das ganze Land                          | Ö3 – Eure Musik, euer Hitradio am Wochenende |
| 19:00 – 22:00 | ö3x                                          | Ö3-Solid Gold                                |
| 22:00 – 00:00 | ö3x                                          | Treffpunkt Sternstunden                      |

#### Freitag und Samstag

##### ö3x
Am Freitag- und Samstagabend wird von jeweils 19:00 bis 1:00 Uhr die Sendung ö3x mit dem Untertitel „Feel the weekend!“ ausgestrahlt. In dieser Sendung laufen vorwiegend von den Ö3-DJs Martin Domkar, Phillip Kofler und Philipp Sandpeck produzierte Mixes. Pro halbe Stunde gehen jeweils zwei dieser Mixes on air. Als Moderatoren der Sendung fungieren alternierend Christina Pausch, Emma Ströbitzer, Sharon Talissa und Martin Ziniel.

#### Samstag und Sonntag

##### Ö3-Wecker Weekend Edition
Jeden Samstag von 6:00 bis 11:00 Uhr und Sonntag von 6:00 bis 9:00 Uhr geht der Ö3-Wecker Weekend Edition on air. Die Show ähnelt dem Ö3-Wecker, d. h. eine Meteorologin bzw. ein Meteorologe und ein Verkehrsredakteur stehen dem Moderator zur Seite und die Show wird abwechslungsreich mit vielen Berichten, wie z. B. Kultur, Sport und Comedy gestaltet. Sie wird samstags alternierend von Tarek Adamski, Elke Rock und Daniela Schmidt sowie sonntags überwiegend von Jana Petrik moderiert.

#### Samstag

##### Frag das ganze Land
Die Ö3-Community-Show mit Tina Ritschl und Philipp Bergsmann läuft samstags von 16:00 bis 19:00 Uhr. Also schick dein Dilemma an Tina und Philipp und sie werden die Ö3-Gemeinde um ihre Meinung fragen. Am 25. Februar 2017, am 4. März 2017 und am 2. Jänner 2021 wurde Ö3 Frag das ganze Land Spezial ausgestrahlt. In diesen Sondersendungen wurden Teilnehmern, deren Probleme in vergangenen Sendungen diskutiert worden waren, nochmals angerufen und nachgefragt, wie sich das jeweilige Dilemma weiterentwickelt hat. Schwerpunkt der Sendungen war es, herauszufinden, inwieweit die Diskussionen für die jeweilige Person hilfreich waren. In den Spezialausgaben am 14. März 2020 und am 31. Oktober 2020 wurden keine Dilemmas, sondern generelle Fragen zu den Lockdowns aufgrund der COVID-19-Pandemie beantwortet. Von April 2014 bis Juli 2019 moderierten Gabi Hiller und Philipp Hansa die Sendung.

#### Sonntag

##### Ö3-Frühstück bei mir
Am 19. Jänner 1997 feierte die Sendung Frühstück bei mir seine Premiere, seither interviewt Claudia Stöckl jeden Sonntag von 9:00 bis 11:00 Uhr interessante Persönlichkeiten aus Unterhaltung, Kultur, Wirtschaft, Sport etc. Die Sendung steht unter dem Motto „Persönlichkeiten ganz persönlich“ und die Interviewpartnern erzählen offen über ihr Leben.
Zum 20-Jahr-Jubiläum der Sendung führte Ö3-Moderator Andi Knoll am 15. Jänner 2017 durch ein dreistündiges Ö3-„Frühstück bei mir-Spezial“ und ließ mit Ö3-„Frühstück bei mir“-Macherin Claudia Stöckl die Highlights aus 1.000 Sendungen Revue passieren. Gemeinsam erinnerten sie sich an Interviews, die für Schlagzeilen gesorgt haben, an Gespräche, die berührt haben und an überraschende Bekenntnisse der großen Stars – von Robbie Williams bis Conchita und Thomas Gottschalk.

#### Walek wandert
Seit Sommer 2015 gibt es den Ö3-Wander-Talk Walek wandert. In den Sendepausen von Ö3-Frühstück bei mir (z. B. Semester-, Oster- und in den Sommerferien) wird die Sendung Walek wandert ausgestrahlt. Tom Walek ist dann mit prominenten Persönlichkeiten auf Österreichs Wanderwegen unterwegs bzw. macht Skitouren mit ihnen und unterhält sich mit ihnen über aktuelle und private Themen. 2016 und 2022 wurden zusätzlich im Herbst Sendungen ausgestrahlt.

##### Ö3-Solid Gold
Am Sonntagabend präsentiert Thomas Kamenar – sowie vertretungsweise Martin Edelmann – von 19:00 bis 22:00 Uhr die „besten Ö3-Klassiker aller Zeiten“. Unter anderem sind in dieser musikalischen Zeitreise Songs von Janis Joplin, Jimi Hendrix, ABBA und Elvis Presley sowie von heimischen Künstlern wie Wolfgang Ambros, Rainhard Fendrich oder Falco zu hören. Der langjährige Moderator der Sendung war Eberhard Forcher und präsentierte diese letztmals am 18. August 2019. Die nachfolgenden fünf Jahre übernahm Benny Hörtnagl die Moderation der Kultsendung.

##### Treffpunkt Sternstunden
In der Sendung Treffpunkt Sternstunden (bis 15. September 2019 Ö3-Sternstunden) am Sonntagabend haben die Zuhörer die Möglichkeit, Fragen an Ö3-Astrologin Gerda Rogers zu stellen. Von 22:00 Uhr bis 24:00 kann per Telefon, E-Mail oder Facebook-Posting um Rat gebeten werden.
Im Jahr 1991 blickte Gerda Rogers zum allerersten Mal, gemeinsam mit Moderator Oliver Baier, in die Sterne. Später hatte sie Gerald Votava an ihrer Seite, gefolgt von Peter L. Eppinger und Thomas Kamenar. Aktuell führt Ö3-Moderatorin Sylvia Graf sowie gelegentlich Philipp Hansa oder Martin Ziniel durch die Sendung.
Anlässlich des 25-Jahr-Jubiläum der Ö3-Sternstunden war Gerda Rogers am 18. Dezember 2016 zu Gast in Ö3-„Frühstück bei mir“. Am 1. Jänner 2017 feierten die Ö3-Sternstunden – am zugleich 75. Geburtstag der prominenten Astrologin – ihr 25-Jahr-Jubiläum.

### Feiertag

#### Ö3-Musikfeiertag
An österreichischen Feiertagen wird seit 2018 von 9:00 bis 19:00 Uhr der Ö3-Musikfeiertag ausgestrahlt. Die Musikauswahl dieser Sendung basiert auf einer bestimmten Thematik, die von Sendung zu Sendung variiert. Beispielsweise gingen bereits Sendungen unter dem Motto „One-Hit-Wonder“ oder „Die größten Coversongs“ on air. An Feiertagen am Wochenende sowie am 1. Jänner, 25. Dezember und 26. Dezember wird in der Regel kein Ö3-Musikfeiertag gesendet.
Bereits seit 2014 steht der Ö3-Musikfeiertag zu Allerheiligen am 1. November unter dem Motto „Rock 'n' Roll is dead – Music from heaven“. Hierbei wird ausschließlich Musik von bereits verstorbenen Rock- und Popmusikern gespielt.

### Täglich

#### Ö3-Hitnacht
Die Ö3-Hitnacht ist seit dem 3. Juli 2018 die Nachtsendung von Hitradio Ö3. Sie wird derzeit in den Nächten von Sonntag auf Montag von 0:00 bis 3:00 Uhr, von Montag auf Dienstag bis Donnerstag auf Freitag von 1:00 bis 3:00 Uhr, in den Nächten von Freitag auf Samstag und von Samstag auf Sonntag von 1:00 bis 6:00 Uhr sowie in den Nächten vor Feiertagen, die auf Montag bis Freitag fallen, von 0:00 bis 6:00 Uhr ausgestrahlt, jeweils unterbrochen durch die Ö3-Playlist zwischen 3:00 und 4:00 Uhr. Sie ist die Nachfolgesendung der Ö3-Wunschnacht. Wie die Vorgängersendung wird die Ö3-Hitnacht live moderiert. Aktuell wird die Sendung von Vero Czerwinski, Fabian Kotschwar, Cindy Podloucky, Daniela Schmidt, Emma Ströbitzer, Flo Strohofer und Martin Ziniel moderiert. Die Ö3-Nachrichtenredaktion ist auch in der Nacht personell besetzt. Der Ö3-Verkehrsservice wird von der Moderatorin oder dem Moderator gesprochen.

## Ehemalige Sendungen (Auswahl)

### Die besten 40
Von August 2013 bis April 2018 gab es auf Ö3 von Montag bis Freitag von 19:00 bis 22:00 Uhr fünf verschiedene Chartshows mit dem Titel „Die besten 40“. Am Montag wurden die Ö3-Onlinecharts von Susi Zuschmann präsentiert. Am Dienstag spielte Tom Filzer in der Sendung Ö3 US-Charts die in den USA am häufigsten gespielten, gekauften und heruntergeladenen Songs. Am Mittwoch gingen die Ö3 Euro Top40 mit Sheyda Kharrazi on air und am Donnerstag spielte der Sender in den Ö3-Hörercharts, moderiert von Verena Kicker oder Lisa Hotwagner, die von den Ö3-Hörern meistgewünschten Songs der Woche. Innerhalb der Ö3-Hörercharts wurden ab September 2015 die Ö3 Austro-Charts integriert, eine gesonderte Wertung für die zehn beliebtesten Songs „Made in Austria“. Am Freitag wurden ab 19:00 Uhr in der Sendung Ö3 Austria Top 40 mit Elke Rock, gelegentlich auch mit Tom Filzer oder Tarek Adamski, die meistverkauften Hits Österreichs, die von GfK Entertainment ermittelt werden, ausgestrahlt.
Die Ausstrahlung der Ö3 US-Charts wurde ab dem 14. April 2018 bis zum 14. September 2019 am Samstag von 19:00 bis 22:00 Uhr fortgesetzt. In diesem Zeitraum wurden sie vorwiegend von Susi Zuschmann moderiert. Ebenso waren die Ö3 Austria Top 40 bis Ende September 2019 weiterhin am Freitagabend zu hören, ehe sie den neuen Sendeplatz am Sonntagnachmittag erhielten.

### Ö3-Wunschnacht
Die Ö3-Wunschnacht löste die Sendung Ö3-Nachtflug ab und wurde von November 2010 bis August 2012 sowie von April 2014 bis Juli 2018 ausgestrahlt. Die Sendezeiten waren: Montag bis Freitag 0:00 bis 5:00 Uhr, Samstag und Sonntag 0:00 bis 6:00 Uhr. Schwerpunkt war die Erfüllung von Musikwünschen der Ö3-Hörern direkt in der Sendung. Die Musikwünsche konnten von den Hörern telefonisch, per E-Mail, per SMS oder per Posting auf der Ö3-Facebookseite abgegeben werden. Moderiert wurde die Sendung von Verena Kicker, Tom Filzer, Sheyda Kharrazi, Kevin Piticev, Susi Zuschmann, Tarek Adamski, Christina Pausch, Mariella Gittler, Philipp Luther und Tobi Schmidhammer. Die Ö3-Wunschnacht wurde im Zeitraum 2014 bis 2018 selten bzw. kurzzeitig auch von Michael Heininger, Martin Edelmann, Gabi Hiller, Matthias Hobiger, Thomas Hochwarter, David Pearson, Jenny Posch und Tina Ritschl moderiert.

### Generation… What? – das Ö3-Talkradio!
Die Sendung wurde vom 12. April 2016 bis 16. November 2016 Montagnacht bis Freitagnacht in der Zeit von 00:00 bis 1:00 (Dienstag bis Samstag) ausgestrahlt. In 149 Folgen wurde jeweils ein Thema aus der Lebenswelt junger Menschen diskutiert. Die Sendung war Teil einer großen internationalen Jugendumfrage in Europa. Sie wurde moderiert von Tarek Adamski, Tom Filzer, Michael Heininger, Sheyda Kharrazi, Verena Kicker, Christina Pausch, Kevin Piticev und Susi Zuschmann. Der jeweilige Moderator übernahm anschließend die Ö3-Wunschnacht.

### Ö3-Musikshow
In dieser Nachfolgesendung der Ö3-Playlist wurden bis 12. September 2019 wochentags von 13:00 bis 16:00 Uhr Berichte von Konzerten präsentiert, Konzerttickets verlost oder Interviews mit Stars geführt. Die Sendung wurde überwiegend von Benny Hörtnagl und Elke Rock moderiert. Häufig wurden auch Tom Filzer und Thomas Kamenar eingesetzt.

### Ö3-Drivetime-Show
Die Show für den Feierabend wurde vom 24. März 2014 bis zum 12. September 2019 von Peter L. Eppinger (bis Februar 2017), Olivia Peter, Philipp Hansa (ab Oktober 2017) oder Tom Filzer von Montag bis Freitag von 16:00 bis 19:00 Uhr moderiert. In dieser Sendung ging es um Themen aus ganz Österreich, ähnlich wie bei Ö3-Dabei. Zwischen Juni und Dezember 2018 haben auch Tom Filzer und Olivia Peter die Sendung öfter gemeinsam moderiert.

### Ö3-Greatest Hits
Von 10. April 2018 bis 14. September 2019 sendete Ö3 am Montag (falls Feiertag), Dienstag, Mittwoch und Donnerstag von 19:00 bis 22:00 Uhr sowie am Samstag von 22:00 bis 24:00 Uhr die Sendung Ö3 Greatest Hits. Während dieser Sendung wurden Songs der 80er-, 90er- und 00er-Jahre gespielt. Moderiert wurde die Sendung überwiegend von Tarek Adamski, Tom Filzer, Lisa Hotwagner, Sheyda Kharrazi, Verena Kicker, Christina Pausch und Susi Zuschmann und gelegentlich auch Philipp Bergsmann.
Zwischen 1. März 2021 und 28. März 2022 wurde eine gleichnamige Sendung am Vormittag gesendet, in denen die Lieblingshits von den 80ern bis heute gespielt wurden. Moderiert wurden die Sendung in diesem Zeitraum von Kati Bellowitsch, Andi Knoll und vertretungsweise Elke Rock.

### Ö3-NU STUFF
In der Sendung Ö3-NU STUFF, die bis 12. September 2019 gesendet wurde, wurden den Hörern ausschließlich neue Songs präsentiert. Sie wurde seit dem 9. April 2018 jeden Montag von 21:00 bis 24:00 Uhr und jeden Dienstag bis Donnerstag von 22:00 bis 24:00 Uhr ausgestrahlt. Die Moderatoren der Sendung waren Tarek Adamski, Philipp Bergsmann, Tom Filzer, Sylvia Graf, Lisa Hotwagner, Thomas Kamenar, Sheyda Kharrazi, Verena Kicker, Christina Pausch und Susi Zuschmann.

### Ö3-Dabei
Am Sonntag von 16:00 bis 19:00 Uhr wurden bis zum 22. September 2019 in Ö3-Dabei neben dem Musikprogramm die aktuellen Themen aus ganz Österreich behandelt und Eventtipps für den Abend gegeben. Die Sendung wurde zuletzt hauptsächlich von Susi Zuschmann moderiert. Vertreten wurde sie in der Regel von Verena Kicker und gelegentlich auch von Tarek Adamski, Christina Pausch oder Sheyda Kharrazi.

### Forchers Friday Music Club
Am Freitagabend von 22:00 bis 24:00 Uhr war bis September 2019 ein von Ö3-DJ Eberhard Forcher zusammengestellter Mix aus Dance-Hits, Musikklassikern und aktuellen Hits zu hören. Die Sendung war unmoderiert und wurde vom jeweiligen Moderator der darauffolgenden Sendung technisch abgewickelt. Die Playlist konnte auf der Homepage des Senders heruntergeladen werden.

### Treffpunkt Österreich
Im Treffpunkt Österreich wurden ab dem 26. März 2018 montags von 19:00 bis 21:00 Uhr, ab dem 16. September 2019 von 22:00 Uhr bis Mitternacht heimische Musiker vorgestellt und zwei Stunden lang live interviewt. Die Künstler kamen aus den unterschiedlichsten musikalischen Genres – von Pop, Rock und Singer/Songwriter über Rap und Hip-Hop bis hin zu Electronic und Dance. Jede Woche begrüßten Thomas Kamenar und Benny Hörtnagl einen Act in den Ö3-Studios in Heiligenstadt. Bisher letztmals ging der reguläre Treffpunkt Österreich am 9. März 2020 on air.
Vom 6. April bis zum 2. November 2020 wurde vorübergehend die Treffpunkt Österreich Konzertbühne zwischen 22:00 und 24:00 Uhr ausgestrahlt. Gesendet wurde diese im April 2020 von Sonntag bis Donnerstag, ab Mai bis zum 1. September 2020 am Montag und Dienstag und nachfolgend ausschließlich am Montag. Diese Sendung bildete eine Plattform für österreichische Musiker, die erst am Anfang ihrer Karriere stehen. Es wurden deren Songs gespielt, um sie mit Tantiemen zu unterstützen, da Konzerteinnahmen aufgrund der COVID-19-Pandemie entfallen. Ausschließlich jüngere österreichische Musik wird seitdem auch in den Sendungen Treffpunkt Podcast, Treffpunkt Liebe usw. und Treffpunkt Sternstunden gespielt.

### Ö3-Gemeinderadio
Das Ö3-Gemeinderadio, dessen Sendungsname im Rahmen der Ausgangsbeschränkung aufgrund der COVID-19-Pandemie eingeführt wurde, sendete Ö3 vom 16. März 2020 bis zum 27. März 2020 zunächst montags bis donnerstags von jeweils 9:00 bis 24:00 Uhr und freitags von 9:00 bis 19:00 Uhr. Vom 30. März bis 3. April 2020 ist der Sendestart auf jeweils 10:00 Uhr verlegt worden und die Sendung wurde zwischen 12:00 und 13:00 Uhr zugunsten der Musikwunschsendung Der Song deines Lebens unterbrochen. In den ersten Sendewochen dieser Show konnten alle Ö3-Hörer den Sender kontaktieren, erzählen, wie sie sich während dieser Tage die Zeit vertreiben und sich einen Musikwunsch erfüllen lassen. Alle drei bis fünf Stunden gab es einen Moderatorenwechsel. Vom 14. bis 30. April 2020 wurde die Sendung von 10:00 bis 12:00 Uhr sowie von 13:00 bis 15:00 Uhr gesendet.
Vom 4. Mai 2020 bis 26. Februar 2021 ging diese Sendung, die von Andi Knoll oder Kati Bellowitsch sowie vertretungsweise von Elke Rock oder Susi Zuschmann moderiert wurde, von 9:00 bis 12:00 Uhr on air. Es gab um ca. 11:15 Uhr die Aktion „Sag was Nettes…“ in der Ö3-Hörer den Sender kontaktieren können, um persönlichen „Helden“ zu danken.

### Ö3-Top 12 bis 12
Von Juli 2010 bis Februar 2021 wurde am Sonntag von 11:00 bis 12:00 Uhr die Sendung Ö3-Top 12 bis 12 ausgestrahlt, in der die zwölf meistgewünschten Songs der Woche, aber auch Neuvorstellungen und Rückblicke präsentiert wurden. Eine Besonderheit war bis April 2018, dass diese Sendung nicht live moderiert, sondern vom Moderator der nachfolgenden Sendung technisch abgewickelt wurde. Ab April 2018 wurde die Sendung von der jeweiligen Moderatorin der Ö3-Wochenendplaylist live moderiert.

### 5U5 – Die Fünf um Fünf
Zwischen 17:00 und 18:00 Uhr ging von November 2019 bis Juni 2022 von Montag bis Donnerstag die Sendung 5U5 – Die Fünf um Fünf on air. Namensgebende Aspekte der Sendung waren fünf Songs ohne Unterbrechung direkt nach dem „Ö3-Journal um 5“ sowie das Schnellratequiz in der 2. Hälfte der Stunde mit fünf Fragen, wobei pro richtiger Antwort 20 € gewonnen werden konnten. Außerdem wurde im Heimatbundesland der Teilnehmerin bzw. des Teilnehmers ein Baum gepflanzt. Durch die Sendung führten alternierend die Ö3-Moderatoren Philipp Bergsmann, Tom Filzer und Philipp Hansa. Zuvor hieß diese Sendung rund zwei Monate lang 24 Stunden – das Ö3 Quiz, die 5 Quizfragen waren über die gesamte Stunde verteilt und es gab noch kein Geld zu gewinnen.

### Willkommen in der Hillerei
„Das Nachmittagshoch auf Ö3“ mit Gabi Hiller wurde im Zeitraum vom 16. September 2019 bis 30. November 2022 von Montag bis Donnerstag jeweils von 15:00 bis 17:00 Uhr (ab Juli 2022 bis 18:00 Uhr) ausgestrahlt. Die Sendung Willkommen in der Hillerei bot neben dem Musikmix die wichtigsten Infos für den Nachmittag sowie einen Blick auf den Ö3-Wecker des nächsten Tages. Außerdem spielte die Kommunikation mit den Ö3-Hörern eine große Rolle.

### Treffpunkt Gästeliste
Von September 2019 bis Juni 2024 wurde zunächst am Dienstagabend und ab November 2020 am Montagabend von 22:00 bis 24:00 Uhr Treffpunkt Gästeliste ausgestrahlt. Die Sendung wurde von bekannten Schauspielern, Sportlern, Comedians, Musikern, Influencern, TV Stars etc. moderiert, welche ihre persönlichen Lieblingssongs auflegten.

### Treffpunkt Podcast
Der Treffpunkt Podcast lief zwischen September 2019 und Juni 2024 mittwochs von 22:00 bis 24:00 Uhr auf Ö3. In jeder Ausgabe wurden vom Treffpunkt-Podcast-Team mehrere Podcasts verschiedenster Themen vorgestellt. Moderiert wurde die Sendung von Christina Pausch und Tarek Adamski, Paul Urban bzw. Daniela Schmidt sowie verschiedenen Ö3-Redakteuren.

### Treffpunkt Liebe usw.
Der „Ö3-Sextalk“, der von September 2019 bis April 2024 vorwiegend am Donnerstag von 22:00 Uhr bis Mitternacht ausgestrahlt wurde, hieß Treffpunkt Liebe usw. In dieser Sendung sprachen Tarek Adamski, Sylvia Graf, Philipp Hansa oder Michi Heininger mit der Expertin Sabine Hackl über jeweils ein bestimmtes Thema aus den Bereichen Liebe, Sex, Affären und Beziehungsalltag und diskutierten darüber mit den Ö3-Hörern.

## Ö3-Moderatoren

### Die aktuellen Ö3-Moderatoren und ihre Sendungen
| Moderator         | Sendung/en auf Grundlage von Hitradio Ö3-Steckbrief | Weitere Ö3-Moderationen | Check      |
| ----------------- | --- | --- | ---------- |
| Tarek Adamski     | Ö3-Wecker Weekend Edition | | 10.09.2024 |
| Philipp Bergsmann | Ö3-Hauptabendshow, Ö3-Heimatsound, Frag das ganze Land | Der Countdown ins Wochenende, Radio Holiday                                                                                   | 10.09.2024 |
| Vero Czerwinski   | Ö3-Hitnacht, Ö3-Wecker Frühstart, Frag das ganze Land – Der Ö3-Nighttalk, Frag das ganze Land | | 10.09.2024 |
| Martin Edelmann   | Solid Gold | | 10.09.2024 |
| Sigi Fink         | Ö3-Wecker (Wetter, Co-Moderation) | | 10.09.2024 |
| Sylvia Graf       | Treffpunkt Sternstunden | | 10.09.2024 |
| Philipp Hansa     | Ö3-Wecker, Die Hansa Show auf Ö3, Hawi D'Ehre – der Podcast auf Ö3, Der Countdown ins Wochenende, Treffpunkt Sternstunden                                                                              | Radio Holiday | 10.09.2024 |
| Gabi Hiller       | Ö3-Wecker (Verkehrsservice, Co-Moderation), Hawi D'Ehre – der Podcast auf Ö3, Der Countdown ins Wochenende                                                                                             | | 10.09.2024 |
| Lisa Hotwagner    | Ö3 – Eure Musik, euer Hitradio am Vormittag | | 10.09.2024 |
| Thomas Kamenar    | Solid Gold | | 03.10.2024 |
| Sheyda Kharrazi   | Der Song deines Lebens – 60 Minuten Lieblingshits, Sheydas Hitstorm | Ö3x, Ö3-Musikfeiertag | 10.09.2024 |
| Andi Knoll        | Knoll packt an, Hallo Andi! | Radio Holiday | 10.09.2024 |
| Fabian Kotschwar  | Ö3-Hitnacht, Frag das ganze Land – der Ö3-Nighttalk, Ö3 Playlist 2000er, Ö3 Playlist 90er, Ö3 Playlist Rock, Ö3 Playlist Best of Austria, Ö3 Playlist 80er, Ö3 Playlist Superhits, Ö3-Wecker Frühstart | | 27.01.2025 |
| Robert Kratky     | Ö3-Wecker | | 10.09.2024 |
| Jana Petrik       | Ö3 Austria Top 40, Der Countdown ins Wochenende, Ö3-Wecker Weekend Edition, Ö3 – Eure Musik, euer Hitradio (am Wochenende)                                                                             | Ö3 – Eure Musik, euer Hitradio am Vormittag, Solid Gold                                                                       | 10.09.2024 |
| Cindy Podloucky   | Ö3-Hitnacht, Ö3-Wecker Frühstart, Frag das ganze Land – Der Ö3-Nighttalk, Ö3-Wecker (Verkehrsservice, Co-Moderation), Ö3 – Eure Musik, euer Hitradio (am Wochenende)                                   | Ö3x | 10.09.2024 |
| Tina Ritschl      | Frag das ganze Land | | 10.09.2024 |
| Elke Rock         | Ö3 – Eure Musik, euer Hitradio am Vormittag, Ö3-Wecker Weekend Edition | Der Countdown ins Wochenende, Ö3x                                                                                             | 10.09.2024 |
| Daniela Schmidt   | Ö3-Hitnacht, Ö3-Wecker Frühstart, Frag das ganze Land – Der Ö3-Nighttalk, Ö3-Wecker (Verkehrsservice, Co-Moderation), Ö3-Wecker Weekend Edition, Ö3 – Eure Musik, euer Hitradio (am Wochenende)        | | 10.09.2024 |
| Claudia Stöckl    | Frühstück bei mir | | 10.09.2024 |
| Flo Strohofer     | Ö3-Hitnacht, Ö3-Wecker Frühstart, Frag das ganze Land – Der Ö3-Nighttalk, Frag das ganze Land | | 10.09.2024 |
| Emma Ströbitzer   | Ö3-Hitnacht, Ö3-Wecker Frühstart, Frag das ganze Land – Der Ö3-Nighttalk, Ö3x, Ö3 – Eure Musik, euer Hitradio (am Wochenende)                                                                          | Der Song deines Lebens – 60 Minuten Lieblingshits, Ö3 – Eure Musik, euer Hitradio am Nachmittag, Der Countdown ins Wochenende | 10.09.2024 |
| Sharon Talissa    | Ö3-Wecker (Verkehrsservice, Co-Moderation), Ö3x | | 10.09.2024 |
| Denise Wurz       | Ö3-Hitnacht | |            |
| Tom Walek         | Walek wandert | | 10.09.2024 |
| Martin Ziniel     | Ö3-Hitnacht, Ö3-Wecker Frühstart, Frag das ganze Land – Der Ö3-Nighttalk, Ö3-Hauptabendshow, Ö3-Heimatsound, Ö3 Austria Top 40, Der Countdown ins Wochenende, Ö3x                                      | Ö3-Wecker Weekend Edition, Treffpunkt Sternstunden, Radio Holiday, Ö3 – Eure Musik, euer Hitradio am Nachmittag               | 10.09.2024 |
| Susi Zuschmann    | Ö3-Hauptabendshow, Ö3-Heimatsound, Der Countdown ins Wochenende | Ö3-Musikfeiertag | 10.09.2024 |

### ORF Stars
ORF STARS… und Ihre Veranstaltung steht unter einem guten Stern! Mit diesem Motto präsentiert der ORF Moderatoren, die auch für Veranstaltungen zur Verfügung stehen.
Aus dem Team vom Hitradio Ö3 sind dies: Sylvia Graf, Philipp Hansa, Benny Hörtnagl, Lisa Hotwagner, Andi Knoll, Robert Kratky, Tina Ritschl, Elke Rock, Gerda Rogers, Claudia Stöckl, und Tom Walek.

### Ehemalige Ö3-Moderatoren (Auswahl)
- Thomy Aigner
- Christian Anderl
- Wolfgang Angermüller
- Daniela Attwood
- Oliver Auspitz
- Oliver Baier
- Hademar „Hadschi“ Bankhofer
- Bernhard Baumgartner („Alois“)
- Kati Bellowitsch
- Marion Benda
- Flo Berger
- Annemarie Berté
- Martin Blumenau
- Günter Brödl
- Gerhard Bronner
- Brigitte Cerny
- Axel Corti
- Dieter Dorner
- Hermann Egger
- Monika Eigensperger
- Frank Elstner
- Peter L. Eppinger
- Susanne Erhart
- Matthias Euler-Rolle
- Jaroslav Fiala
- Tom Filzer
- Flo Fink
- Gerald Fleischhacker
- Eberhard Forcher
- Nora Frey
- Christian „Grisu“ Gartner (jetzt Ö3-Redakteur)
- Werner Geier
- Mariella Gittler
- Jakob Glanzner
- Doris Golpashin
- Gustav Götz
- Christoph Grissemann
- Ernst Grissemann († 2023)
- Walter Gröbchen
- Ulrike Haller
- Michi Heininger
- Benny Hörtnagl
- Dieter Thomas Heck
- Julian Heidrich
- Dominic Heinzl
- André Heller
- Alexandra Hilverth
- Ludwig Hirsch
- Rainer Hons (jetzt Ö3-Nachrichtenredakteur)
- Udo Huber
- Christian Huhndorf († 2016)
- Wolfgang Hübsch
- Andreas Jäger
- Martina Kaiser
- Verena Kicker
- Marcel Kilic
- Rudolf Klausnitzer
- Thomas Klock
- Marianne Koch
- Phillip Kofler (jetzt Ö3-Verkehrsredakteur)
- Alfred Komarek
- Sandra König (jetzt Ö3-Wecker-Chefin)
- Wolfgang Kos
- Veronika Kratochwil (jetzt Ö3-Redakteurin)
- Sarah Kriesche
- Benedict Krischke
- Angelika Lang
- Walter Richard Langer
- Hans Leitinger
- Alex List
- Christian Ludwig
- Philipp Luther
- Peter Machac
- Thomas May
- Reinhard Mildner
- Birgit Nawrata
- Meinrad Nell
- Ottavio Nuccio
- Christian Panny (jetzt ORF 1 Information, vorher Ö3-Nachrichtenredakteur)
- Paul Passler
- Christina Pausch
- Michael Pauser (jetzt Ö3 Sendechef)
- David Pearson
- Olivia Peter
- Kevin Piticev
- Simon Plank
- Paul Polansky
- Jenny Posch
- Mario Poscharnig
- Christian Prates
- Regina Preloznik[30]
- Andrea Radakovits
- Florian Ragendorfer
- Hary Raithofer
- Peter Rapp
- Joe Rappold
- Gotthard Rieger
- Armin Rogl
- Dodo Roscic
- Martina Rupp
- Alex Scheurer
- Chris Schlegel
- Tobias Schmidhammer
- Walter Schneebauer
- Andreas Schneider
- Peter Schratt
- Mat Schuh
- Ines Schwandner
- Helmut Sinor
- Robert Steiner
- Dirk Stermann
- Michael Stuller
- Sandra Tilg
- Raphael Trkmic
- Günther Tutschek
- Georg Urbanitsch
- Marcus Wadsak
- Bernhard Walther (jetzt Ö3-Verkehrsredakteur)
- Georg Wawschinek
- Sonja Watzka
- Brigitte Xander
- Daniela Zeller
- Paul Urban

## Ö3-Comedy
1997 begann der Radiosender mit seinem Comedyprogramm, welches die Einschaltquote enorm steigerte. Der Ö3-Vignettenmann „Held ohne Hirn“ von und mit Robert Kratky stellt den Beginn des Erfolgsrezeptes bestehend aus Information und Spaß dar. Große Bekanntheit haben darüber Tom Walek als Ö3-Mikromann und Gernot Kulis als Ö3-Callboy errungen.
Aktuelle Comedys auf Ö3 (Stand Oktober 2021):
- Schmähhamma
- Die ziemlich fabelhafte Welt der Amelie
- Der Ö3-Wecker-Comedy-Wochenrückblick
- Ö3-Mikromann

## Beispiele für Ö3-Veranstaltungen
Das Hitradio Ö3 veranstaltet jährlich rund 150 Events. Konzipiert und durchgeführt werden diese von der Eventmarketingabteilung des Radiosenders. Die Palette reicht von Open-Air-Veranstaltungen im Sommer und Winter, Privatkonzerten, Discos bis hin zu Clubbings etc.

### Ö3-Disco
Seit mehr als 20 Jahren veranstaltet der Radiosender die Ö3-Disco in allen österreichischen Bundesländern. In Veranstaltungshallen, Zelten oder Discotheken spielen die Ö3-DJs das Musikrepertoire des Senders. Die Ö3-Disco wird gebucht und kommt wie vereinbart an den jeweiligen Veranstaltungsort.

### Ö3-Silent Disco
Seit 2016 gibt es auch die Ö3-Silent-Disco. Alle Besucher bekommen einen kabellosen Kopfhörer: Zwei DJs spielen gleichzeitig auf zwei unterschiedlichen Kanälen, zwischen denen man selber wechseln kann. So hört man die Musik, auf die man gerade Lust hat – entweder den Partymix aus den aktuellen Chart- und Dancehits oder den Fun-Kanal, auf dem einen alles erwarten kann.

### Ö3-Silent Cinema Open Air
Wer Lust auf einen Kinoabend mit Freunden unter freiem Himmel hat, ist bei der „Ö3 Silent Cinema Open Air“-Tour quer durch Österreich richtig. Sie wurde 2020 ins Leben gerufen. Für jeden Tourstopp stehen mehrere Filme zur Auswahl. Die Hörer können via Online-Voting für ihren Lieblingsfilm abstimmen – gezeigt wird der Film mit den meisten Stimmen. Außerdem bekommt jeder Besucher vor Ort einen kabellosen Kopfhörer und kann sich aussuchen, ob der Film auf Deutsch oder im Originalton läuft.

### Ö3-PistenBully

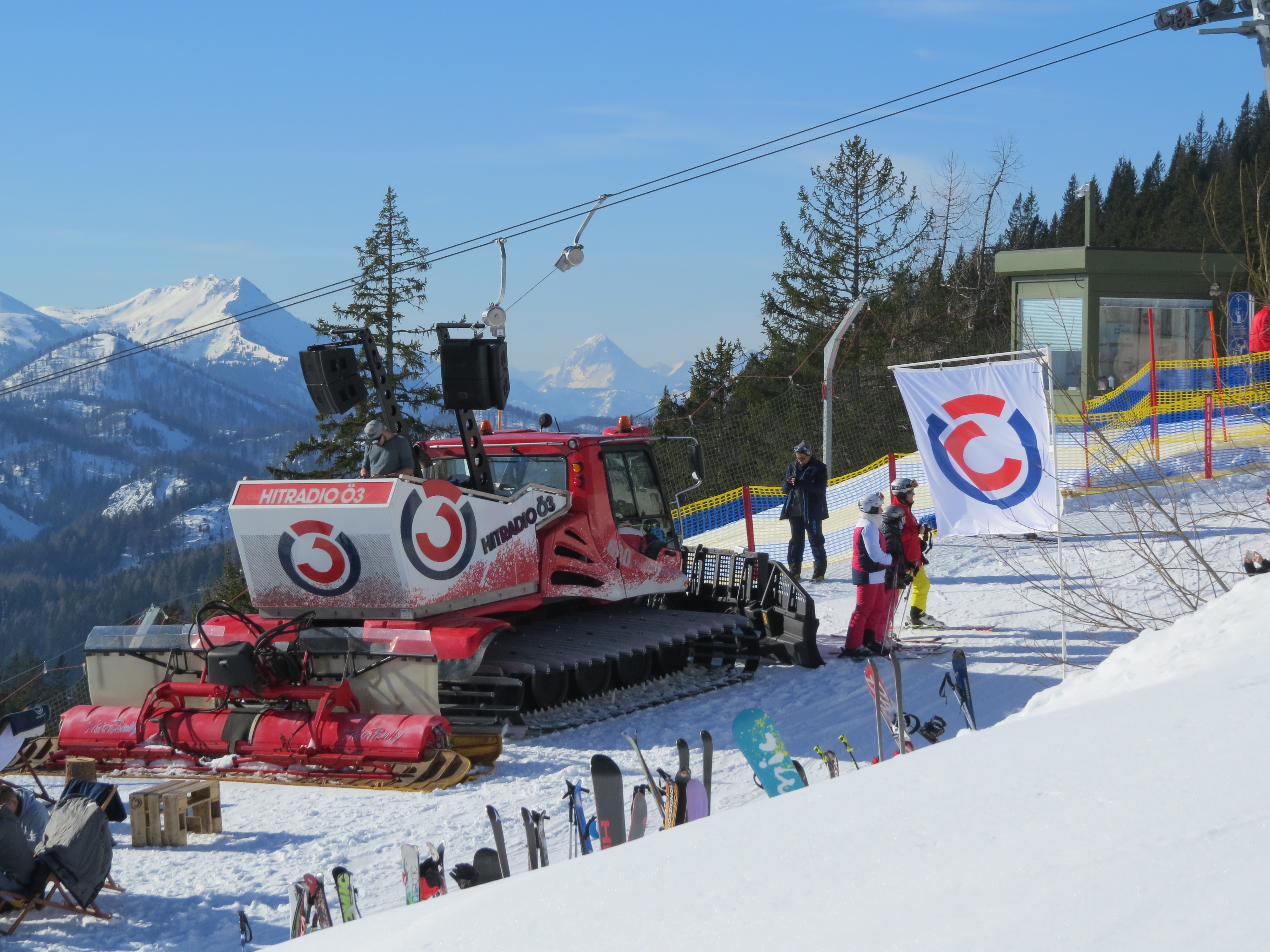
Ö3-PistenBully auf der Gemeindealpe in Mitterbach am Erlaufsee, Niederösterreich im Jänner 2018

Neun Jahre lang (Wintersaison 2011/2012 bis 2019/2020) tourte der Ö3-PistenBully durch die Schigebiete Österreichs. Es handelte sich dabei um eine Open-Air-Veranstaltung. Der Ö3-PistenBully fand im Rahmen einer Großveranstaltung z. B. einem alpinen Schirennen oder als Einzelevent statt. Ö3-DJs – und manchmal auch Ö3-Moderatoren und Ö3-Tänzer – waren live vor Ort. Veranstaltungsorte waren u. a. Flachau, Sölden, Zauchensee, Saalbach-Hinterglemm, Grossarl und Dorfgastein. Der Ö3-PistenBully war ein Pistenbully, der um eine DJ-Kanzel erweitert war und durch Österreichs Schigebiete tourte.

### Ö3 als Medienpartner bei Veranstaltungen
Hitradio Ö3 beteiligt sich als Medienpartner auch an verschiedenen Großveranstaltungen, wie zum Beispiel:
- Beachvolleyball Grandslam in Wien
- Donauinselfest – Die Ö3-Bühne am Donauinselfest
- Summer Splash – Die größte Maturareise Österreichs
- Villacher Kirchtag – Die Ö3-Trachten-Disko
- Airpower

## Ö3-Aktionen

### Ö3-Schultüte
2021 verteilte Hitradio Ö3 zum Schulbeginn bereits zum 26. Mal die Ö3-Schultüte an die Erstklassler in Österreich. Jedes Jahr nehmen österreichweit ca. 5.000 erste Klassen an der Aktion teil, dabei werden von den Lehrern am ersten Schultag rund 87.000 Ö3-Schultüten an die Taferlklassler verteilt. 2021 war in der nachhaltigen Kartontüte ein Ö3-Lineal, ein Stundenplan, ein Spitzer, lustige Sticker, ein Kartenspiel, kleine Süßigkeiten, ein regionaler Bio-Knabbermix und eine Kinder-Zahnpasta – plus ein Zahnputzkalender und Informationen zum sicheren Schulweg.

### Ö3-Wundertüte
Die Ö3-Wundertüte ist eine Handysammelaktion des Radiosenders, die in der Weihnachtszeit 2004 ins Leben gerufen wurde. Die „Ö3-Wundertüten“ werden Anfang Dezember durch die Post AG an die österreichischen Haushalte verschickt. Die österreichische Bevölkerung ist aufgerufen, alte Handys und Smartphones zu sammeln und portofrei zurückzusenden. Für jedes funktionsfähige Handy werden drei Euro, für jedes kaputte Handy 50 Cent gespendet. Das Geld geht jeweils zur Hälfte an die Soforthilfefonds der österreichischen Hilfsorganisationen Caritas und Licht ins Dunkel. Das Spendengeld kommt Familien in Not in Österreich zugute. Die Ö3-Wundertüte ist eine Aktion von Hitradio Ö3 in Zusammenarbeit mit der Österreichischen Post, der Caritas und Licht ins Dunkel. Seit dem Bestehen der Aktion sind rund 6,4 Millionen alte Handys in rund 9,5 Millionen Euro an Spendengeld verwandelt worden.

### Ö3-Weihnachtswunder
Seit 2014 veranstaltet Ö3 von 19. Dezember (10:00 Uhr) bis 24. Dezember (10:00 Uhr) das Ö3-Weihnachtswunder an einem belebten Platz in Österreich. Gabi Hiller, Andi Knoll und Robert Kratky moderieren für den guten Zweck 120 Stunden lang nonstop aus der Ö3-Wunschhütte, einem gläsernen Sendestudio. Gegen eine Spende für den Licht ins Dunkel-Soforthilfefonds, der Familien in akuten Notlagen in Österreich hilft, kann man sich einen Musikwunsch erfüllen lassen. Jedes Jahr steht bei den drei Moderatoren auch Adventfasten auf dem Programm. Sie nehmen also keine feste Nahrung zu sich, sondern nur Getränke und Suppen.
Viele prominente Live-Gäste (Musiker, Sportler, Kabarettisten, Politiker, ...) sind jedes Jahr im gläsernen Studio zu Gast: darunter waren u. a. Thomas Morgenstern, David Alaba, Thorsteinn Einarsson, die Poxrucker Sisters, Marcel Hirscher, Virginia Ernst, Gernot Kulis, Piccanto, Leo Aberer, Josef Zotter, der steirische Caritas-Direktor Franz Küberl, Jakob Jantscher, Thomas Muster, The Makemakes, Ben Sky, Julia Dujmovits, Krautschädl, Runtastic-Gründer Florian Gschwandtner, Conchita Wurst, Russkaja, Julian le Play, Sebastian Kurz, Nadine Beiler, Klaus Kröll, Zoe, Seiler und Speer, Tagträumer, Alexander Wrabetz, Christian Schwab, Como, Zlatko Junuzovic, Kathi Kallauch, Cornelia Hütter, Andreas Gabalier, Lemo, Wanda und viele mehr.
2014 fand das Ö3-Weihnachtswunder am Salzburger Kapitelplatz statt. Insgesamt wurden in diesen fünf Tagen 617.582 Euro gespendet.
2015 fand das Ö3-Weihnachtswunder am Grazer Mariahilferplatz, direkt vor der Mariahilferkirche statt. Der Endstand des gesammelten Spendenbetrages betrug nach 120 Stunden ununterbrochener Live-Sendung 1.022.936 Euro.
2016 fand das Ö3-Weihnachtswunder in der Maria-Theresien Straße in Innsbruck direkt neben der Annasäule statt. Diesmal wurden 1.899.475 Euro für den Licht ins Dunkel-Soforthilfefonds gesammelt.
2017 wurde die gläserne Ö3-Wunschhütte am Linzer Hauptplatz aufgebaut. Durch das Ö3-Weihnachtswunder konnten Jahr 2.276.303 Euro Spendengeld gesammelt werden.
2018 fand das Ö3-Weihnachtswunder am Rathausplatz in St. Pölten statt. Es sind 3.750.497 Euro an Spenden für den Licht ins Dunkel-Soforthilfefonds zusammengekommen.
2019 war der Schauplatz der Hans-Gasser-Platz in Villach. Die Musikwünsche der Ö3-Gemeinde brachten eine Rekordsumme von 3.812.488 Euro für Familien in Not.
2020 konnte das Ö3-Weihnachtswunder aufgrund der Corona-Pandemie nicht als Veranstaltung mit Publikum stattfinden und wurde stattdessen vom Standort der ehemaligen „Ö3-Studios Heiligenstadt“ in Wien gesendet. Dabei konnten 3.759.701 Euro gesammelt werden.
2021 konnte das Ö3-Weihnachtswunder aufgrund der Corona-Pandemie erneut nicht als Veranstaltung mit Publikum stattfinden und wurde stattdessen vom Standort der ehemaligen „Ö3-Studios Heiligenstadt“ in Wien gesendet. Dabei konnten 3.937.723 Euro gesammelt werden.
2022 fand das Ö3-Weihnachtswunder wieder als Veranstaltung mit Publikum am Kornmarktplatz in Bregenz statt. Es sind 4.411.390 Euro an Spenden für den Licht ins Dunkel-Soforthilfefonds zusammengekommen.
2023 fand das Ö3-Weihnachtswunder in Bad Ischl (Kurpark) statt. 5.239.214 Euro für Familien in Not wurden gespendet.
2024 fand das Ö3-Weihnachtswunder in Wiener Neustadt (Hauptplatz) statt. Moderiert wurde es erstmals von Philipp Hansa, Tina Ritschl und Sylvia Graf. Insgesamt 5.486.812 Euro für Familien in Not in Österreich wurden gespendet.

#### Bilder-Galerie

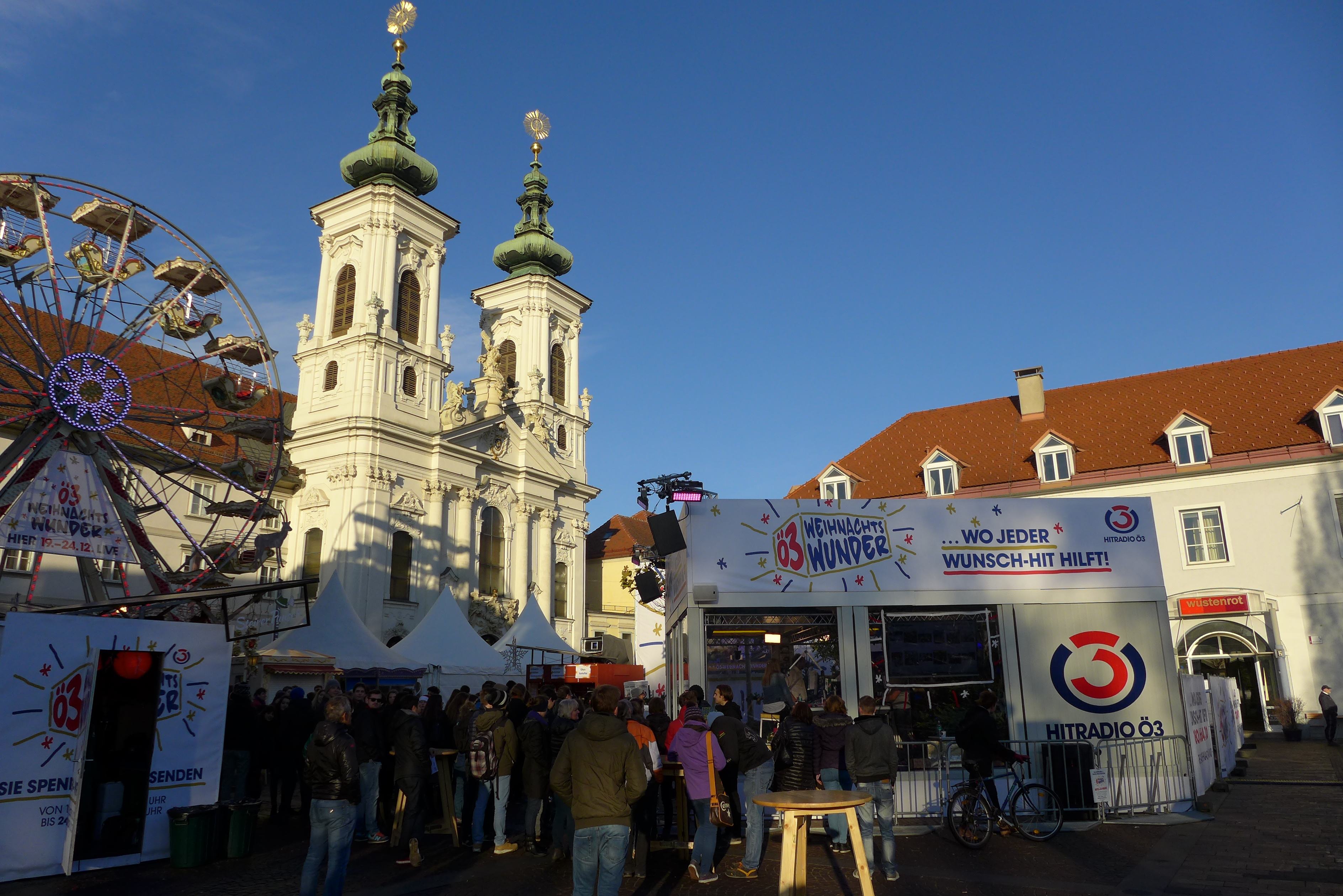
Der Grazer Mariahilferplatz mit dem Studio des Ö3-Weihnachtswunders 2015
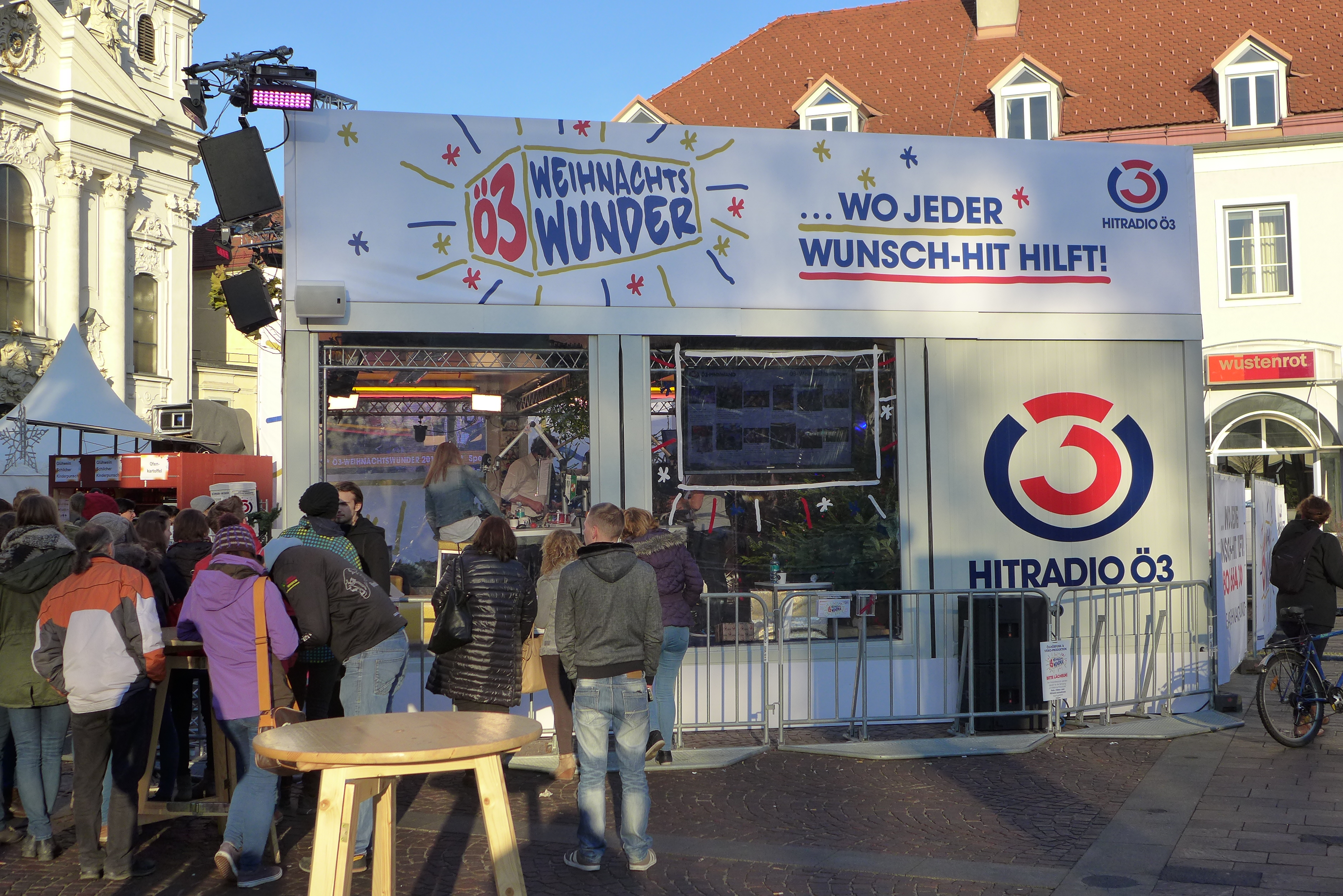
Das gläserne Studio des Ö3-Weihnachtswunders 2015
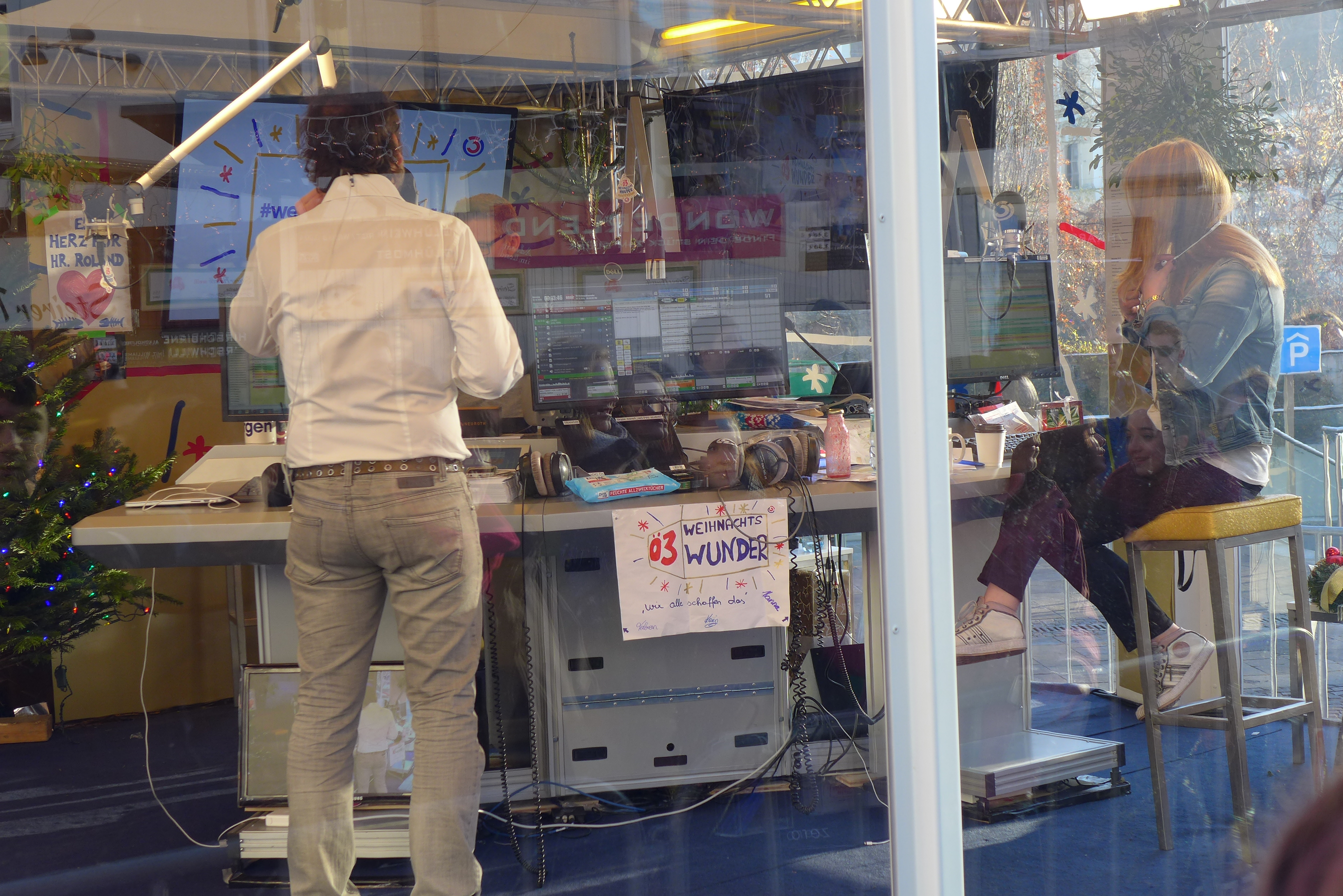
Die 3 Moderatoren während der Sendung im Studio
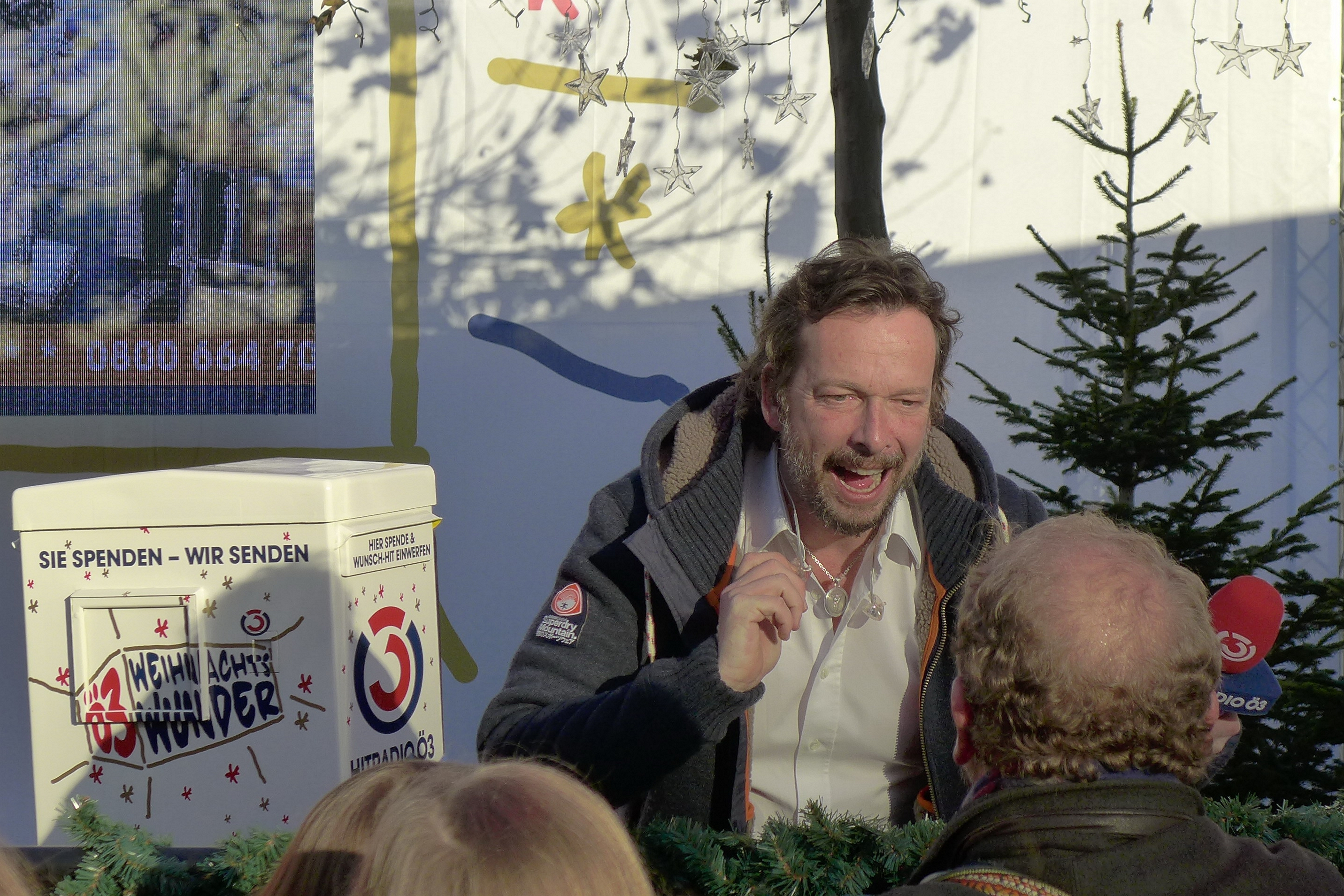
Robert Kratky während eines Interviews
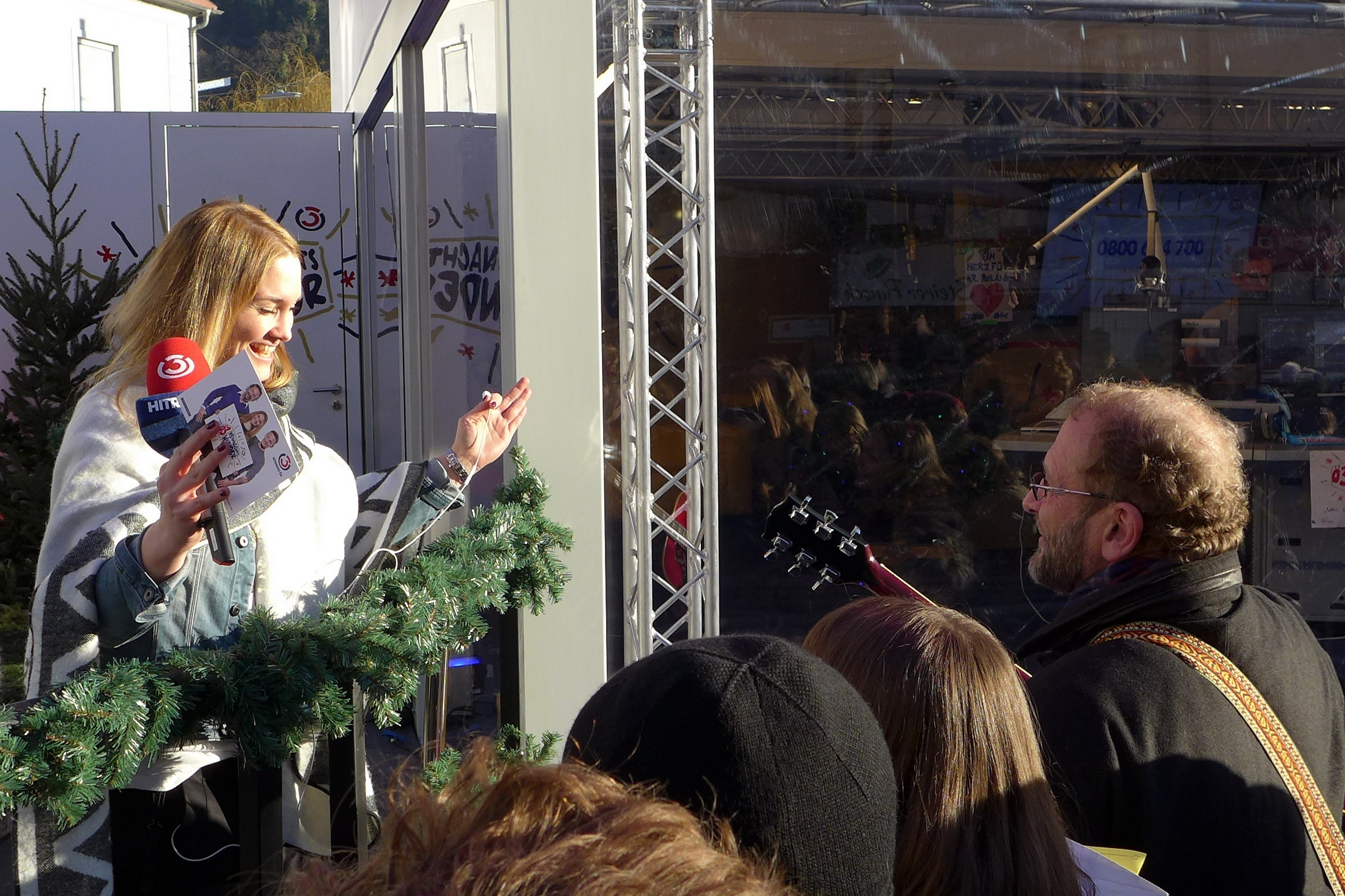
Gabi Hiller während eines Interviews
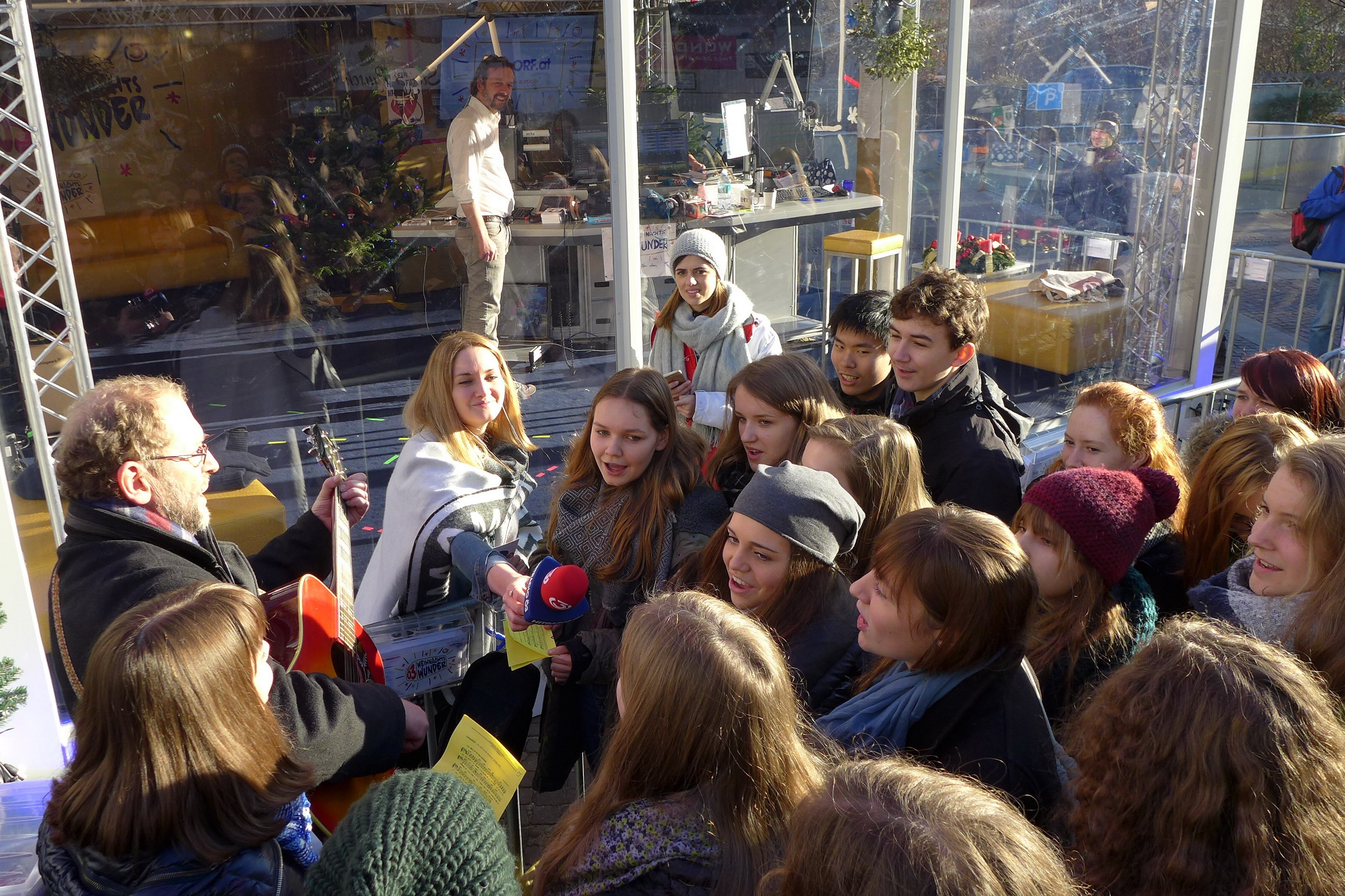
Gabi Hiller mit einer Chorgruppe des Akademischen Gymnasiums Graz

Hitradio Ö3 wurde am 2. Dezember 2015 für das Ö3-Weihnachtswunder mit den Moderatoren Gabi Hiller, Robert Kratky und Andi Knoll beim Austrian Event Award in der Kategorie „Public Events Charity/Social/Cultural“ mit dem Award in Silber ausgezeichnet. Am 20. Juni 2016 wurde das Ö3-Weihnachtswunder beim Österreichischen Radiopreis als beste Promotionaktion prämiert.
Die Veranstaltung gibt es in gleicher Form seit 2004 beim niederländischen Sender 3FM unter dem Namen Serious Request. Auch hierbei sind mehrere Moderatoren kurz vor Weihnachten in einem gläsernen Studio eingesperrt und es kann für den guten Zweck gespendet werden.

### Team Österreich
Im August 2007 rief das Hitradio Ö3 zur Aktion „Team Österreich“ auf. Gemeinsam mit dem österreichischen Roten Kreuz wurden/werden freiwillige Helfer gesucht, die bereit sind im Fall einer Naturkatastrophe mitzuhelfen. Mit dieser Aktion kanalisiert, strukturiert und organisiert Ö3 die Hilfsbereitschaft der österreichischen Bevölkerung. Die Helfer registrieren sich auf einer Onlinedatenbank und absolvieren einen Einführungskurs zum Thema Katastrophenhilfe beim österreichischen Roten Kreuz. Sie sollen im Ernstfall den professionellen Rettungskräften unterstützend zur Seite stehen. Über einen Einsatz werden die Mitglieder des Team Österreich per SMS verständigt. Niemand ist durch seine Anmeldung zur Hilfeleistung verpflichtet. Das Team Österreich zählt inzwischen mehr als 85.000 Mitglieder.
Auch andere europäische Länder haben sich von der Idee überzeugt. Im Rahmen des von der EU kofinanzierten Projekts Team Civil Protection wurden Idee und Konzept von Team Österreich in andere europäische Länder exportiert.

### Die Team Österreich Tafel
„Verwenden statt verschwenden“ lautet das Motto der Team Österreich Tafel, die 2010 von Hitradio Ö3 und dem Roten Kreuz ins Leben gerufen wurde. Jeden Samstag verteilen ehrenamtliche Helfer des Team Österreich einwandfreie, aber nicht mehr verkäufliche Lebensmittel an 121 Ausgabestellen im ganzen Land an Menschen in Not. Insgesamt sind so bisher rund 28.200 Tonnen Lebensmittel vor der Mülltonne gerettet worden. Rund 5.900 Freiwillige sind derzeit bei den Team Österreich Tafeln im Einsatz und rund 19:000 Haushalte nutzen diese Hilfe aktuell.

### 72 Stunden ohne Kompromiss
Vom 13. bis 16. Oktober 2021 engagierten sich wieder Tausende junge Menschen im Rahmen der Jugendsozialaktion „72 Stunden ohne Kompromiss“ zeitgleich in ganz Österreich und arbeiteten 72 Stunden lang in sozialen Projekten. Die Aktion wird seit Jahrzehnten im Zweijahresrhythmus von der Katholischen Jugend gemeinsam mit youngCaritas und dem Radiosender Ö3 durchführt, wegen der Corona-Pandemie wurde sie zuletzt um ein Jahr verschoben.
2021 war es den Teilnehmenden erstmals auch möglich, im Rahmen der Aktion eigene Ideen und Projekte für eine bessere Welt zu realisieren. Damit dieses Engagement der Jugendlichen auch beispielhaft über die Projektschauplätze hinauswirkte und live im Hitradio Ö3 in ganz Österreich hör- und spürbar war, besuchte Ö3-Wecker-Moderator Robert Kratky Schauplätze und teilte seine Eindrücke und Erlebnisse on Air im Hitradio Ö3.

## Radiotest
Ö3 ist mit Abstand das meistgehörte Radio in Österreich: Täglich hören rund 2,5 Millionen Österreicher das abwechslungsreiche Programm von Ö3. Die Ö3-Tagesreichweite von 31,5 Prozent ist damit um 5 Prozentpunkte höher als jene aller österreichischen Privatradios zusammen (26,4 Prozent). Auch unter den 14- bis 49-Jährigen findet Ö3 mit einer Tagesreichweite von 35,8 Prozent ein größeres Publikum als der gesamte inländische Mitbewerb (34,1 %). In der Gesamtbevölkerung 10+ erzielt Hitradio Ö3 einen Marktanteil von 30 Prozent. Damit wird Ö3 deutlich länger gehört als alle österreichischen Privatradios zusammen (24 Prozent Marktanteil) und konkret bezogen auf den stärksten nationalen Mitbewerber sogar fünfmal so lange (6 Prozent Marktanteil). In der Altersgruppe 14–49 erzielt Ö3 einen Marktanteil von 40 Prozent und bleibt damit weiterhin klarer Marktführer.

## UKW-Empfang

### Frequenzen
Hitradio Ö3 ist (Stand: Oktober 2022) auf 263 UKW-Frequenzen in Österreich zu empfangen. Wobei für die Verbreitung eine kombinierte Sendeleistung von über 750 kW bundesweit aufgewendet wird, um eine Sendeabdeckung von 98 % zu gewährleisten.
Wichtigste Frequenzen
- Burgenland – 87,9 MHz (7,5 kW)[47]
- Tirol – 88,5 MHz (45 kW)
- Oberösterreich – 88,8 MHz (100 kW)
- Steiermark – 89,2 MHz; 101,3 MHz (80 kW)
- Niederösterreich – 89,4 MHz (100 kW)
- Vorarlberg – 89,6 MHz (50 kW)
- Kärnten – 90,4 MHz (100 kW)
- Salzburg – 99,0 MHz (100 kW)
- Wien – 99,9 MHz (100 kW)

### Krisenfall
In Krisensituationen, insbesondere bei einem längeren Stromausfall oder Blackout, dient Ö3 bundesweit und rund um die Uhr als Leitmedium. Dazu sind sowohl das ORF-Zentrum in Wien sowie alle ORF-Landesstudios als auch die von ORS betriebenen terrestrischen UKW-Sendeanlagen redundant vernetzt und für mindestens 72 Stunden notstromversorgt.

## Trivia
- Ab dem 1. Jänner 1974 und in den 1980er-Jahren konnte man Ö3 auch in West-Berlin, auf den Frequenzen von SFB 2, jeden Sonntag von 6 bis 8 Uhr, empfangen.
- Seit 2005 gibt es einen eigenen, über Satellit empfangbaren TV-Sender von Ö3. Er spielt das Radioprogramm von Ö3 und zeigt dazu die Eckdaten des laufenden Titels sowie, während diese im Radio zu hören sind, Nachrichten und Verkehrsinfos.